# Пам'ятний знак працівникам міліції, полеглим в період становлення радянської влади та при захисті Вітчизни 1917-1977 рр.
Пам'ятний знак працівникам міліції працівникам міліції (неофіційні назви «Солдатам правопорядку») — колишній пам'ятник у Миколаєві на честь працівників міліції, які загинули під час несення служби.
Існував у 1977—2022 роках на розі Центрального проспекту і Садової вулиці. З 1981 року мав статус пам'ятки монументального мистецтва місцевого значення. 
Підірваний невідомими 19 жовтня 2022 року. За фактом знищення пам'ятника відкрито кримінальну справу.

## Історія

### Підготовка до зведення
Влітку 1975 року одного з керівників миколаївської міліції, В. В. Дмитриченко, було призначено на посаду начальника відділу політико-виховної роботи Управління внутрішніх справ Миколаївського облвиконкому, який виступив з ініціативою про створення пам'ятного знака, який увічнив би пам'ять працівників міліції, які загинули у роки радянсько-німецької війни та у мирний час під час виконання службового обов'язку. Міліцією Миколаївщини у ті роки керував генерал-майор міліції Н. В. Дзюба, який виніс це питання на обговорення колегії УВС.
Після обговорення з художниками та архітекторами керівники УВС як місце встановлення пам'ятника запропонували бульварну частину вулиці Садової, в районі перетину з проспектом Леніна (нині — Центральний проспект). На той час цей район активно реконструювався. Руйнувалися старі одно- і двоповерхові будови, а замість них зводилися нові висотні будинки. 1974 року поруч здали в експлуатацію будівлю готелю «Миколаїв».
Після узгодження всіх питань Миколаївський міськвиконком виділив саме це місце для будівництва пам'ятника. До розробки його варіантів залучили спілку художників СРСР та художні майстерні Миколаєва. Було оголошено конкурс на найкращий проект пам'ятника. Художників та скульпторів ознайомили з історією створення та становлення міліції у Миколаєві, показали багато матеріалів, які вже були зібрані для створення музею міліції області.
На розгляд внесли близько десяти проектів нової пам'ятки, усі вони обговорювалися на колегії УВС області. Зупинилися на проекті, автором якого були скульптори Юрій та Інна Макушини.
Ще під час проектування пам'ятника постало питання коштів на його зведення. Гроші з бюджету керівництво міста не виділило, а отже фінансування проекту лягло на плечі самих робітників міліції. В усіх підрозділах міліції області серед особового складу провели роз'яснювальну роботу щодо збору коштів на пам'ятник. Поступово набралася потрібна сума — 30 000 рублів.

### Зведення і відкриття
Відлили п'ятиметрову фігуру міліціонера в будьонівці на Чорноморському суднобудівному заводі. Його ж силами вона була доставлена до місця встановлення та зібрана.
Постамент із рожевого граніту був виготовлений в'язнями обласних тюрем.
Урочисте відкриття пам'ятника відбулося 29 жовтня 1977 року, напередодні відзначення шістдесятиріччя радянської міліції.
На церемонії було присутнє все керівництво міста Миколаєва та області, у тому числі голова виконкому Миколаївської міськради народних депутатів І. М. Канаєв, якому було виділено почесне право відкриття урочистого мітингу. Сам пам'ятник серед інших відкривав перший секретар Миколаївського обкому партії Васляєв В. О. Були присутні представники засобів масової інформації, особовий склад та керівники міліції Миколаївського гарнізону.
На честь відкриття пам'ятника гарнізон міліції Миколаєва пройшов урочистим маршем, віддаючи шану загиблим працівникам.

### Ліквідація
В травні 2016 року в рамках виконання закону України «Про декомунізацію» було прийнято рішення про демонтаж 101 пам'ятників і меморіальних дошок Миколаєва і Миколаївської області. До їх числа потрапив і пам'ятник загиблим робітникам міліції, який було рекомендовано демонтувати до 25 серпня того ж року.
Прихильники зносу поширили назву «Пам'ятник чекістам», хоча відомо, що чекісти носили шкірянки і кашкети, ніколи не були у будьонівках.
У серпні 2016 року пам'ятник був визнаний пам'яткою культурної спадщини місцевого значення, що фактично вберегло його від демонтажу.
13 жовтня 2022 року біля пам'ятника загиблим міліціонерам спалахнув конфлікт: монумент збиралися частково демонтувати представники «Народного руху». На захист пам'ятника зібралися ветерани Міністерства внутрішніх справ. Конфлікт вдалося врегулювати мирно: начальник управління з питань культури та охорони культурної спадщини Миколаївської міськради Юрій Любаров, який прибув на місце, повідомив, що законних підстав для демонтажу пам'ятника або якихось його частин немає — на даний момент він охороняється законом. Для того, щоб проводити будь-які маніпуляції з монументом, потрібен дозвіл Міністерства культури України.
У ніч із суботи на неділю, 16 жовтня, невідомі облили постамент червоною фарбою та написали: «Чекісту не місце у місті».
19 жовтня того ж року пам'ятник було підірвано. Внаслідок вибуху обрушилася металева статуя. Постамент пам'ятника встояв, але у ньому утворилися величезні тріщини. Також від вибухової хвилі у сусідніх будинках вилетіли шибки. Голова Миколаївської ОВА Віталій Кім спочатку повідомив, що «російські окупанти вирішили питання з пам'ятником», проте пізніше додав, що якщо це був спланований вибух, то винних буде покарано, «хто б це не був».
22 жовтня Юрій Любаров повідомив, що пам'ятник було знищено шляхом контрольованого вибуху. Справу про факт підриву поліція передала до СБУ.
31 жовтня перший заступник Миколаївського міського голови Віталій Луков в інтерв'ю ТРК «НІС-ТВ» заявив, що після закінчення російсько-української війни у Миколаєві встановлять новий пам'ятник загиблим правоохоронцям. Він наголосив, що новий монумент не буде копією зруйнованого і матиме зовсім іншу форму.

## Зовнішній вигляд
Пам'ятник складався зі статуї міліціонера в шинелі та будьонівці, та невисокого чотиригранного постаменту, облицьованого гранітом. Міліціонер, поданий до руху, тримав у руках символи правоохоронних органів. У лівій — трохи піднятий вгору щит, у правій — високо піднятий нагору меч.
Скульптура була виготовлена з листової міді. Загальна висота пам'ятника становила 8,7 метри.
На правій стороні постаменту був надпис російською мовою: «Безстрашним воїнам — працівникам міліції, які загинули в боях за Батьківщину та при виконанні службового обов'язку». На лівій, теж російською, — «Побудований на честь 60-річчя Радянської міліції».